# Rachel Maddow
Rachel Anne Maddow (Castro Valley, Califòrnia, 1 d'abril de 1973) és una presentadora de televisió, comentarista política i escriptora estatunidenca. Presenta un programa de televisió nocturn, The Rachel Maddow Show, a MSNBC. El seu programa de ràdio associat que duu el mateix nom s'emet a Air America Radio. Maddow és la primera presentadora obertament homosexual a presentar un gran programa de notícies en horari de màxima audiència als Estats Units. Té un doctorat en política per la Universitat d'Oxford.
Preguntada sobre el seu posicionament polític per Valley Advocate, Maddow va respondre: "Sóc indubtablement una liberal, el que significa que estic gairebé en total acord amb la plataforma del partit republicà de l'època d'Eisenhower."

## Obra publicada
- Maddow, Rachel. Drift: The Unmooring of American Military Power.  Crown, 2012. ISBN 978-0-307-46098-1.Drift: The Unmooring of American Military Power. Crown. ISBN 978-0-307-46098-1.